# نورتن أنتي فايرس
نورتن أنتي فايرس (بالإنجليزية: Norton AntiVirus أو NAV)‏ هو برنامج منتج من شركة سيمانتك، وواحد من أكثر البرامج المستخدمة في مكافحة الفيروسات. تتمثل مهمته في اكتشاف وإزالة الفيروسات وملفات التجسس والإعلانات وغيرها من المخاطر الأمنية المحتملة.
يصدر نورتن أنتي فايرس كمنتج على حدة أو كجزء من نورتون سيستيموركس أو نورتن إنترنت سكيورتي. هناك أيضا نسخة خاصة ببيئة العمل في الشركات والشبكات المدارة مركزيا وهو إصدار سيمانتك إيندبوينت بروتاكشن (بالإنجليزية: Symantec Endpoint Protection)‏ والمعروف رسميا سيمانتك أنتي فايرس، يختلف في بعض المواصفات عن الإصدار التقليدي.

## تاريخ الإصدارات
منذ إطلاقه في عام 1990 من قبل سينترال بوينت سوفتوير وحصول سيمانتك عليه في عام 1994، نورتن أنتي فايرس كان متكاملا مع سينترال بوينت أنتي فايرس.

### الإصدار 2006 (13.0)
نورتن أنتي فايرس 2006 تضمن المسح الكامل والجديد والحماية الكاملة من ملفات التجسس والإعلانات. وتضمن أيضا نورتن بروتكشن سنتر (بالإنجليزية: Norton Protection Center)‏ كوسيلة لعرض حالة الحاسوب الأمنية بشكل سهل الفهم وتضمن حماية تغيير الصفحة الرئيسية للمتصفح والمزيد من ميزات الحماية على مدار السنة.

#### عيب نظام التحديث في نورتن أنتي فايرس 2006
في 25 يوليو، 2006،‌أصدرت سيمانتك عن نسخة خاطئة من تحديث أنتي فايرس 2006. العديد من مستخدمي نورتون 2006 مثل مستخدمي نورتن إنترنت سكيورتي 2006 ونورتن سيستموركس 2006 واجهتهم رسالة تفيد برفض إصلاح البرنامج، وطلبت إعادة تثبيت البرنامج.
أفادت سيمانتك أن التحديث الخاطئ تم تنزيله في الفترة بين الساعة 1 و7 مساء، ‌وطلبت المتضررين بتحميل أداة الكشف عن العيب من موقعها الرسمي في بيان تضمن أنها «ستضع الأداة قبل نهاية يوم 31 يوليو، 2006».

### الإصدار 2007 (14.0)
بعد سنوات من شكاوى العملاء بخصوص السرعة واستخدام موارد النظام؛ ردت سيمانتك في 2007 على ضرورة إعادة كتابة الشيفرة المصدرية ليصبح نورتن أخف وأسرع.
نورتن أنتي فايرس 2007 يقوم تلقائيا بكشف ومنع الفيروسات، وبرمجيات التجسس، والديدان. العديد من مزايا الحماية تستخدم البحث عن البرمحيات المخفية في نظام التشغيل. حماية ديدان الإنترنت (بالإنجليزية: Internet Worm Protection)‏ المانع للفيروسات وبرمجيات التجسس بدون توقيع خاص، بالإضافة إلى فحص البريد الإلكتروني وبرامج المحادثة لحذف ومنع البرمجيات الضارة المرفقة. كما يوفر نورتن إنتي فايرس بروتكاشن سينتر؛ القدرة على كشف إعدادات الأمان الشاملة. يعطي لايف أبديت™ (بالإنجليزية: Live Update™)‏ إخطارات بأحدث التحديثات طوال فترة الاشتراك في البرنامج.

### الإصدار 2008 (15.0)
تم إصدار نورتن أنتي فايرس 2008 في 28 أغسطس، 2007 ويتضمن ميزة السنوار التي تقوم بكشف البرمجيات الضارة عن طريق السلوك بدلا من التوقيع. يتضمن الإصدار 2008 حماية الإنترنت إكسبلورر. يتضمن أيضا نظام الدعم بنقرة ونظام هوم نيتويرك سيكيورتي ستيت (بالإنجليزية: Home Network Security Status)‏ (حيث يقوم بعرض حالات نورتن أنتي فايرس في كل الأجهزة في الشبكة)؛ بالإضافة إلى تحسين الأداء.

## إصدار ماكنتوش
يمثل الإصدار سيمانتك أنتفايرس فور ماكنتوش (بالإنجليزية: Symantec Antivirus for Macintosh)‏ إصدارا مقطوعا، واندمج مع خط إنتاج نورتون سيستيموركس ونورتن إنترنت سكيورتي. نظرا للاستخدام المحدود لأنظمة الحماية من الفيروسات لانتشار برمجيات مجانية تقوم بالكشف عن فيروسات نظام ويندوز الكامنة في ماك مثل ديسينفيكتانت.